# Ворпси, Орнела
Орнела Ворпси (итал. Ornela Vorpsi; 1968, Тирана) — албанский фотограф, художник и писатель.

## Биография
Изучала историю искусства в Тиране, с 1991 — в миланской Академии Брера. В 1997 году переехала в Париж, окончила Университет Париж VIII. Пишет прозу на итальянском и французском языках. Входит в число 35 лучших европейских писателей, антологию новелл которых составил в 2010 Александр Хемон (предисловие Зэди Смит). Книги удостоены многих премий, переведены на основные европейские языки.

## Публикации
- 2001 — Nothing obvious, Scalo Publishers (фотоальбом)
- 2003 — Край, где никогда не умирают/ Il paese dove non si muore mai, Einaudi (премии Гринцане Кавур, Виареджо, Виджевано, Рапалло, Элио Витторини, переизд. 2011; фр. пер. 2003, исп. пер. 2006, нем. пер. 2007, пол., голл. и дат. пер. 2008, англ. пер. 2009)
- 2006 — Розовые осколки/ Vetri rosa, Nottetempo (фр. пер. 2006, переизд. 2007)
- 2007 — Локоть, который не укусишь/ La mano che non mordi, Einaudi (фр. пер. 2007, исп. и дат. пер. 2008, пол. пер. 2009, нем. пер. 2010)
- 2010 — Пейте какао Ван Гутена, сб. рассказов/ Bevete cacao van Houten!, Einaudi (рус. пер. рассказа «Пейте какао Ван-Гуттена!» — Иностранная литература, номер 5, 2022, пер. М. Ляпуновой)
- 2012 — Fuorimondo, Einaudi (фр. пер. 2012)